# Liste der Bodendenkmale in Leisnig
In der Liste der Bodendenkmale in Leisnig sind die Bodendenkmale der Stadt Leisnig und ihrer Ortsteile nach dem Stand der Auflistung von Klaus Kroitzsch und Harald Quietzsch aus dem Jahr 1984 aufgelistet. Eventuelle Änderungen und Ergänzungen, insbesondere aus der Zeit nach der Wende, sind nicht berücksichtigt, da für Sachsen aktuell keine neueren allgemein zugänglichen Bodendenkmallisten vorliegen. Die Baudenkmale sind in der Liste der Kulturdenkmale in Leisnig aufgeführt.
| Denkmal-ID | Fundart            | Ortsteil    | Bezeichnung                                             | Zeitstellung           | Lage | Bemerkungen | Bild |
| ---------- | ------------------ | ----------- | ------------------------------------------------------- | ---------------------- | --- | --- | ---- |
| ?          | Befestigung > Burg | Brösen      | Wehranlage „Burgstall“, „Burgberg“                      | Slawenzeit             | südsüdwestlich des Orts, Hochfläche zwischen zwei Seitentälern des Schanzenbachs                                          | Abschnittsbefestigung in Spornlage, Schutz seit 1. Juli 1935, erneuert 1. November 1958                                |      |
| ?          | Befestigung > Burg | Brösen      | Wehranlage „Schanze“                                    | Slawenzeit             | westlich des Orts, Geländesporn über der Schlinge des Schanzenbachs                                                       | Abschnittsbefestigung in Spornlage, Schutz seit 27. November 1937, erneuert 1. November 1958                           |      |
| ?          | besonderer Stein   | Doberquitz  | Einzelstein mit Grenzfunktion, „Rugestein“, „Ruhestein“ | undatiert              | nordnordwestlich des Orts, westlich der Straße nach Draschwitz, auf der Flurgrenze und damit auch auf der Landkreisgrenze | vorgeschichtlicher Menhir, Schutz seit 18. September 1936, erneuert 17. Mai 1956                                       |      |
| ?          | Befestigung > Burg | Fischendorf | Wehranlage „Dreihügelsberg“                             | Bronzezeit, Slawenzeit | nordwestlich des Orts, Geländezunge zwischen Muldeniederung und Görnitzbach                                               | dreieckige Wallanlage, Wälle nur in Resten erhalten, Schutz seit 7. Februar 1936, erneuert 1. November 1958            |      |
| ?          | Befestigung > Burg | Klosterbuch | vermutete „Wasserburg“                                  | Mittelalter            | Bereich des Klosterguts, nördliches Muldeufer                                                                             | Durch Kloster überbaute Wasserburg oder Hofbefestigung (fraglich), Schutz seit 24. April 1940, erneuert 15. April 1959 |      |
| ?          | Befestigung > Burg | Leisnig     | Wehranlage „Mildenstein“                                | Mittelalter            | nördlicher Altstadtrand, Schlossbereich                                                                                   | Spornlage mit Burg, Vorburg und Abschnittsbefestigung, Schutz seit 17. November 1936, erneuert 1. November 1958        |      |
| ?          | Befestigung > Burg | Minkwitz    | Wehranlage „Burgstall“, „Burgstörl“                     | Mittelalter            | nordöstlich des Orts, Talsporn in einer Schleife des Münchbachs                                                           | ovaler geschlossener Hauptwall, im Osten hufeisenförmiger Vorwall, Schutz seit 1. Juni 1937, erneuert 1. November 1958 |      |
| ?          | Befestigung > Burg | Naundorf    | Wehranlage                                              | Slawenzeit             | südwestlich des Orts, Geländesporn nordöstlich der Mündung des Schirmbachs in die Freiberger Mulde                        | Ringwall(?) in Spornlage, Schutz seit 18. August 1937, erneuert 1. November 1958                                       |      |
| ?          | besonderer Stein   | Polditz     | Steinkreuz                                              | Neuzeit                | südlich des Orts, Nordufer der Freiberger Mulde, in die Ufermauer des Brückenkopfs eingemauert                            | Schwert und Jahreszahl 1527 eingemeißelt, Schutz seit 7. Januar 1963                                                   |      |
| ?          | Befestigung > Burg | Polkenberg  | Wehranlage „Kapellenberg“                               | Mittelalter            | zwischen Polkenberg und Korpitzsch, Geländesporn am östlichen Hochufer des Polkenbachs                                    | ursprünglich geschlossener Ringwall, Südteil abgetragen, Schutz seit 23. Oktober 1934, erneuert 1. November 1958       |      |
| ?          | Befestigung > Burg | Sitten      | Wasserburg                                              | Mittelalter            | südlicher Ortsrand, südöstlicher Gutsbereich                                                                              | durch Herrenhaus überbaut, Graben eingeebnet, Schutz seit 29. Juni 1973                                                |      |